# Xenotrichula guadelupense
Xenotrichula guadelupense är en djurart som tillhör fylumet bukhårsdjur, och som beskrevs av Kisielewski 1984. Xenotrichula guadelupense ingår i släktet Xenotrichula och familjen Xenotrichulidae. Inga underarter finns listade i Catalogue of Life.